# Bart vs. Australia
"Bart vs. Australia" är avsnitt 16 från säsong sex av Simpsons. Avsnittet sändes på Fox den 19 februari 1995. I avsnittet blir Bart åtalad för bedrägeri i Australien, och familjen reser till landet så att Bart kan be om ursäkt, men då det visar sig att australiska parlamentet även vill ge honom en spark i baken blir det problem. Avsnittet skrevs av Bill Oakley och Josh Weinstein samt regisserades av Wes Archer. Avsnittet fick en Nielsen rating på 9.1 och var det fjärde mest sedda programmet på Fox under veckan. Avsnittet var nominerad till en Emmy Award under 1995 för "Outstanding Individual Achievement in Sound Mixing for a Comedy Series or a Special".

## Handling
När Bart är i badrummet blir han irriterad över att vattnet i handfatet alltid rinner moturs. Lisa förklarar då för honom att vattnet bara rinner åt andra hållet på södra halvklotet, på grund av Corioliseffekten, men Bart tror inte på henne. För att bekräfta detta, ringer Bart flera telefonsamtal till olika länder på södra halvklotet. Lisa påpekar då för honom att det är dyrt med internationella samtal, så Bart börjar be mottagarna att betala istället. När han ringer till Australien svarar pojken Tobias och Bart låtsas komma från "International Drainage Commission" och ber honom att gå och kolla toaletterna hemma hos sig och hos grannarna för att ta reda på hur vattnet rinner i toaletten. Samtalet tar sex timmar att genomföra, eftersom pojkens närmaste granne bor en bra bit bort och han cyklar iväg. Bart väntar bara några minuter innan han tröttnar och går iväg utan att lägga på luren. När pojkens får en räkning på 900 australiska dollar ringer han upp Bart och kräver att han ska betala, men Bart vägrar och han blir irriterad. Han går till sin granne, en federal riksdagsledamot, som rapporterar vad som händer till premiärministern.
Bart får flera brev där de anklagar honom för bedrägeri, något som han ignorerar. Han blir då kontaktad av USA:s utrikesdepartement som vill skicka honom i fängelse för att blidka den australiska regeringen, men Marge vägrar acceptera idén. Mannen från utrikesdepartementet ber då Bart göra en ? istället en ? offentligt i Australien. Familjen åker iväg till Australien och de bor på amerikanska ambassaden i Canberra. Sedan de installerat sig börjar familjen utforska området. Efter en stund måste Homer följa med Bart till Australiens regering, där han ska framföra ursäkten. Efter att Bart gjort sin ursäkt, avslöjas det att det också ska göras en bestraffning, en spark i baken med en jättestövel. Bart och Homer flyr då från riksdagsbyggnaden till amerikanska ambassaden och man hamnat i ett nytt dödläge. Efter en tid accepterar Bart idén om att få en spark från premiärministern, genom ambassadporten, med en vanlig sko. När Bart ska få sin spark moonar han australiensarna samtidigt som han nynnar på den amerikanska nationalsången.
```
Australiensarna blir då ursinniga och tar sig in i ambassaden. Familjen flyr då från ambassaden i en helikopter. Samtidigt har Australiens 
ekosystem
 börjat förstöras av en groda som Bart lämnade på flygplatsen.
```

## Produktion
Avsnittet skrevs av Bill Oakley och Josh Weinstein och regisserades av Wes Archer. Idén kom efter att produktionspersonalen ville göra ett avsnitt där familjen reste till Australien och de trodde att alla i Australien hade ett sinne för humor. I serien hade man tidigare skämtat med amerikanska institutioner och de ansåg att det skulle vara intressant att göra samma med en hel nation. Framställningen av Australien och det australiensiska folket är i avsnittet väldigt felaktigt. Animatörerena hade dock två australiska turistguider som hjälpte dem med utformningen av det australiensiska landskapet och dess byggnader, liksom den amerikanska ambassaden. Författarna läste också en forskning om Corioliseffekten inför avsnittet. Lisas förklaring är i avsnittet delvis felaktig. Mängden vatten i en toalett eller ett handfat är alldeles för liten för att kunna påverkas av det globala vädermönstret. Under 1999 gjorde Fox Studios Australia en annan version av "Bart vs. Australia" för sin Simpsons-attraktion, kallad The Simpsons Down Under. De bad även manusförfattarna att skriva manuset till attraktionen, baserat på avsnittet. Avsnittet gjordes delvis, och på attraktionen användes motion capture, vilket gjorde att publikens ansikten och uttryck omvandlades till rörliga seriefigurer.

## Kulturella referenser
Avsnittet är baserat på berättelsen om Michael Fay, en amerikansk tonåring som vandaliserade bilar i Singapore under 1994. Avsnittet har skapat en populär myt om hur Corioliseffekten fungerar i avloppen. När Bart berättar för australienska pojkens far via telefonen att "I think I hear a dingo eating your baby" (Jag tror jag hör en dingo äta din bebis) är en referens till Azaria Chamberlain, en tio veckor gammal baby som troligen åts upp av en dingo. När Barts groda förökar sig i Australien och förstöra alla grödor är det en hänvisning till hur Agapaddan ursprungligen infördes till Australien för att skydda sockerrören men blev ett skadedjur. När familjen är på en australisk pub, leker Bart med en fickkniv och träffar på en man som frågar "You call that a knife? This is a knife." (Kallar du det en kniv? Det här är en kniv) och visar en sked en referens till Crocodile Dundee. När familjen får se ett bildspel från USA:s utrikesdepartement är en bild på en biograf med skylten "Yahoo Serious Festival" en hänvisning till australiensiska skådespelaren och regissören Yahoo Serious. Wez från The Road Warrior, är en som syns i den australiensiska mobb som jagar familjen till den amerikanska ambassaden.

## Mottagande
Avsnittet nominerades till en Emmy Award under 1995 för "Outstanding Individual Achievement in Sound Mixing for a Comedy Series or a Special". Avsnittet hamnade på plats 56 över mest sedda på program under veckan med en Nielsen rating på 9.1, och det fjärde mest sedda programmet på Fox under veckan. Avsnittet har varit studiematerial för en sociologikurs på University of California, Berkeley, där det använts för att "undersöka produktionen och mottagandet av kulturföremål i en satirisk tecknad serie samt räkna ut vad man försöker berätta för publik om olika aspekter av den amerikanska och andra samhällen. Vanity Fair ansågs att detta var det näst bästa avsnittet av Simpsons under 2007.   Efter att avsnittet sänts fick produktionen över 100 brev från australiensare som ansåg sig förolämpade i avsnittet. De blev också anklagad för att den australiska accenten lät mer som Sydafrikansk accent. Enligt Mike Reiss är detta det minst populära avsnittet i Australien, men att varje gång de besöker ett land blir det landet arga på TV-programmet. Från The Newcastle Herald sa James Joyce att han blev chockad över avsnittet, det var generat och försämrade beskrivningen av deras land och fick de att se ut som idioter. David Mirkin, som producerade avsnittet, svarade senare på kritiken i en intervju med The Newcastle Herald. Jim Schembri på The Age anser att detta är det roligaste avsnittet.